# Епархия Барра-ду-Пираи-Волта-Редонды
Епархия Барра-ду-Пираи-Волта-Редонды (лат. Dioecesis Barrensis de Pirai-Voltaredondensis) — епархия Римско-Католической церкви с центром в городе Волта-Редонда, Бразилия. Епархия Барра-ду-Пираи-Волта-Редонды входит в митрополию Рио-де-Жанейро. Кафедральным собором епархии Барра-ду-Пираи-Волта-Редонды является церковь святой Анны.

## История
4 декабря 1922 года Римский папа Пий XI выпустил буллу «Ad supremae Apostolicae Sedis», которой учредил епархию Барра-ду-Пираи, выделив её из епархии Нитероя.
27 марта 1925 года, 13 апреля 1946 года и 26 марта 1960 года епархия Барра-ду-Пираи передала часть своей территории в пользу возведения новых епархий Валенсы, Петрополиса и Нова-Фрибургу.
26 января 1965 года епархия Барра-ду-Пираи была переименована в епархию Барра-ду-Пираи-Волта-Редонды.
14 марта 1980 года епархия Барра-ду-Пираи-Волта-Редонды передала часть своей территории в пользу новой епархии Итагуаи.

## Ординарии епархии
- епископ Guilherme Müller (14.12.1925 — 11.12.1935);
- епископ José André Coimbra (26.02.1938 — 8.06.1955), назначен епископом Патус-ди-Минаса;
- епископ Агнелу Росси (5.03.1956 — 6.09.1962), назначен архиепископом Рибейран-Прету, кардинал с 1965 года;
- епископ Altivo Pacheco Ribeiro (4.04.1963 — 27.06.1966), назначен епископом Арасуаи;
- епископ Waldyr Calheiros de Novais (20.10.1966 — 17.11.1999);
- епископ João Maria Messi (17.11.1999 — 8.06.2011);
- епископ Francesco Biasin (с 8 июня 2011 года — по настоящее время).

## Источник
- Annuario Pontificio, Ватикан, 2007
- Булла Ad supremae Apostolicae Sedis, AAS 15 (1923), p. 485  (лат.)